# Чобанка
Чобанка (мађ. Csobánka) је село у Мађарској у жупанији Пешта. Чобанка се налази у брдском крају Пилиш западно од Будимпеште. По последњем попису из 2001. године село има 2.855 становника. Село је познато по присутности српске мањине.

## Назив
Чобанка је настао као словенска варијанта мађарске речи чобан (изворно словенски „пастир").

## Историја
Село Чобанка је основано 1698. године иако прво насеље на овом локалитету датира из 13. века. Одмах по оснивању било је вишенародно. Тада су се населиле немачке, српске, словачке и мађарске породице. Иако су Мађари већинско становништво у насељу, оно је вишенародно, јер су у насељу присутна и словачка, српска и ромска национална мањина. До Првог светског рата До Другог светског рата били су присутни Немци, а тада је целокупна заједница пресељена у Немачку. Касније су Мађари постали већински, што се задржало до данас.

## Срби у Чобанки
То је насеље некад било по карактеру мешовито, српско и бугарско. Насељено је Србима после велике сеобе под Чарнојевићем. Становништво је говорило специфичним косовско-ресавским дијалектом. Потписао се 1704. године на једном документу, Лука биров и сви ешкути из Чобанца. На другом документу састављеном 1707. године, потписали су се "Ми житељи села Чобанца, велики и мали". Стојан Чобананчанин из Чобанке био је августа 1716. године, као посланик на црквено-народном сабору у Карловцима. општина Чобанац је 1745. године определила само 10 ф. за издржавање школе. Црква у Чобанцу посвећена Св. арханђелу Гаврилу је подигнута 1746. године, у "византијском стилу". Поп Аврам из Чобанца се потписао на једном документу у Табану, 1748. године. Ту су печет ставили и - Биров и ешкути из Чобанца. Из парохије Чобанке су 1767. године протерали поп Саву, који је уточиште нашао у Будиму, код тамошњих свештеника и неовлашћено службу у храму вршио.
Чобаначки парох био је 1822-1826. године поп Евтимије Поповић. У Чобанки се 1846. године скупљала претплата за једну књигу са страним називом. Пренумеранти су били поп Димитрије Милошевић парох и школе локалне "надзиратељ", Стефан Старчевић учитељ и млади Давид Бољарић слушатељ реторике у Острогону.
По државном шематизму православног клира у Угарској из 1846. године, у парохији места "Csobanka" православно парохијско звање је основано 1746. године и црквене матрикуле се воде од 1781. године (или 1746?). Првобитни храм је настао по досељавању и био брвнара. Свети храм је посвећен Св. арханђелу Гаврилу, грађен 1746. године, а парох поп Димитрије Милошевић је и школски директор. У Чобанцу је увек једна православна парохија, у којој 1846. године има 424 православца. У чобаначкој српској православној парохији - оној најниже шесте платежне класе, било је 1865. године, 422 становника. Парох чобаначки Димитрије Милошевић који се ту налази од 1840. године, а умро 1894. године, прославио је 1890. године редак јубилеј. Радио је непрекидно 50 година као парох у цркви у Чобанцу, а рукоположен за ђакона 1838. године. Увече је старом попи слављенику приређена свечана вечера са 20 званица, на којој је "пало" пуно лепих здравица. Њега је заменио нови парох 1895. године Стеван Ђурђевић (ту и 1905), који је по положају председник Школског одбора.
Постоји 1846. године и српска народна школа са 37 ученика, којима предаје учитељ Стефан Стрелчевић.Стеван Дадић је радио извесно време као учитељ у чобаначкој школи. За Школски фонд уплатила је општина Чобанка, 1867. године 76 ф. Оглас за место учитеља у Чобанки је дат 1866. године. Као једини кандидат изабран је Павел Плавшић, који је оспособљен само за учитеља сеоских школа у Будимској епархији. Из текста конкурса за учитеља у Чобанки, види се да је плата 1869. године износила 100 ф. Јелена Боздина добротворка рођена у Сентандреји, као кћи тамошњег некадашњег бирова Јована Белановића, тестаментом је завештала многим црквама и школама новчане дарове, па тако и цркви у Чобанцу 200 ф. је уделила 1884. године. Јован Панић је био парох у Чобанки.
Године 1847. ту је било 424 православна Србина, а две деценије касније 1867. гине има их мање - 364 душа у православној парохији. Расписан је 1880. године стечај за место учитеља у Чобанки, са платом годишњом од 340 ф. Уследили су конкурси и 1881 (плата 340 ф), 1883. (плата 320 ф), 1884. (плата 300 ф), 1885, 1886. (плата 380 ф), 1887, 1892. (плата 300 ф), 1893, 1894. Учитељ Милан Ћосић је напустио школу у Чобанки 1888. године. Декрет о сталном постављењу добио је 1896. године учитељ М. Стојшић. Септембра 1901. године постављена је за привремену учитељицу у месту Ирина Петровић, а од 1903. године је заменица. Српски учитељ у Чобанцу у вероисповедној школи је био 1907. године Душан Вујић.
По српском извору из 1905. године Чобанка је велика општина у којој живи 1647 становника од којих 296 православних Срба. Укупни број кућа је 330, а Срби живе у 70 домова. У месту су српска црква и школа. Црквена општина је организована и уређена, има парохијски дом, у уређеној црквеној порти најстарији споменик је из 1781, а сада постоји српско православно гробље. Био је 1894. године расписан стечај за упражњено место пароха у тој сиромашкој парохији, шесте класе. У општини је парохија шесте класе, са земљишним поседом од 31 кј, служи парох поп Стеван Ђурђевић родом из Вемена, већ 11 година у месту. Српска школа је вероисповедна, а црквено здање грађено је 1846. године, а њен управитељ Петар Мишковић. Учитељ Душан Вујић родом из Сенте, учи 31 дете у редовној, и деветоро деце у пофторној школи.
Мада је Вујић потврђен за сталног учитеља, на његово место је дошао Милан Татић исте, 1907. године.
Зграда основне школе, парохијски дом и црква у Чобанки оправљени су 1906. године, уз помоћ градоначеника сентандрејског Еугена Думче. Зграду нову школску подигли су добротвори из Сентандреје Еуген и Петронела Думча, супружници без своје деце. Нова школа са великом учионицом и оставом за огрев, постављена је између цркве и старе школе у порти. Набављен је сав потребан намештај за нову школу и учила. Градоначелник сентандрејски Евгеније Думча је 1897. године почео давати општини Чобанка по 50 ф. годишње припомоћи. Академска омладина је придодала свој скупљени прилог од 1921 круне са другим прилозима, и од тих средстава стара школа је реновирана и комплетно претворена у учитељски стан. Црква посвећена Св. арханђелу Гаврилу у Чобанцу је комплетно реновирана, споља и унутра, о трошку епископа Будимског Лукијана Богдановића, за 4000 круна. Оправљена спољашњост цркве, кров, под у храму, иконостас и иконе очишћени, столарија оправљена и обновљена, црквени зидни живопис. Живопис и декорације је малао сликар Јосиф Курбен из Будимпеште, онај који је декорисао и новосадску саборну цркву. Све је то што је изграђено освештано средином септембра 1906. године.
После завршетка Првог светског рата Срби из Чобанке и других места око Будима су се спремили да буду оптанти. Парох Стеван Ђурђевић је за Чобанац направио два списка оптаната; у једном је било 43 оптанта са 151 именом, а у другом 51 оптант са 166 имена. У Чобанки је 1920. године било 1647 становника, међу којима 183 српске душе, у 70 домова. А 1922. године - било их је 188. У месту је тада била српска православна црква и једна народна школа.
Почетком 21. века у Чобанки постоји у центру српска православна црква посвећена Св. арханђелу Гаврилу. Иконостас је једноставне израде из 18. века, а у 20. веку су нестручно чишћене па оштећене. Старо српско православно гробље је санирано, а 15 старих споменика је уграђено у црквену ограду. Само неколико споменика је из 18. века. Садашње српско православно гробље отворено крајем 19. века је пола километра јужно ван насеља. Налази се на узвишици и без ограде је, један део добро уређен, а постоји висок централни дрвени крст.